# 1. division (Eishockey) 1974/75
Die Saison 1974/75 war die 18. Spielzeit der 1. division, der höchsten dänischen Eishockeyspielklasse. Meister wurde zum insgesamt fünften Mal in der Vereinsgeschichte Gladsaxe SF. Brøndby stieg in die zweite Liga ab.

## Modus
In der Hauptrunde absolvierte jede der zehn Mannschaften insgesamt 18 Spiele. Die sechs bestplatzierten Mannschaften qualifizierten sich für die Finalrunde, deren Erstplatzierter Meister wurde. Der Letztplatzierte der Hauptrunde stieg in die zweite Liga ab. Für einen Sieg erhielt jede Mannschaft zwei Punkte, bei einem Unentschieden gab es einen Punkt und bei einer Niederlage null Punkte.

## Hauptrunde
|     | Klub                 | Sp | S  | U | N  | T   | GT  | Punkte |
| --- | -------------------- | -- | -- | - | -- | --- | --- | ------ |
| 1.  | Gladsaxe SF          | 18 | 15 | 1 | 2  | 120 | 47  | 31     |
| 2.  | Herning IK           | 18 | 13 | 1 | 4  | 98  | 68  | 27     |
| 3.  | KSF Kopenhagen       | 18 | 11 | 3 | 4  | 116 | 55  | 25     |
| 4.  | Rungsted IK          | 18 | 10 | 2 | 6  | 80  | 58  | 22     |
| 5.  | Esbjerg IK           | 18 | 9  | 3 | 6  | 98  | 70  | 21     |
| 6.  | Rødovre Mighty Bulls | 18 | 9  | 2 | 7  | 88  | 73  | 20     |
| 7.  | Vojens IK            | 18 | 8  | 2 | 8  | 103 | 95  | 18     |
| 8.  | AaB Ishockey         | 18 | 5  | 2 | 11 | 69  | 93  | 12     |
| 9.  | Hellerup IK          | 18 | 1  | 1 | 16 | 39  | 121 | 3      |
| 10. | Brøndby              | 18 | 0  | 1 | 17 | 52  | 183 | 1      |

Sp = Spiele, S = Siege, U = unentschieden, N = Niederlagen, T = Tore, GT = Gegentore

## Finalrunde
Gladsaxe SF konnte sich in der Finalrunde durchsetzen und den Meistertitel gewinnen.